# Kaptajn Voms teater
Kaptajn Voms teater er en dansk dokumentarfilm fra 1965 med instruktion og manuskript af Jørgen Vestergaard.

## Handling
Albert Erastus Daucke, kaldet "Beck" Daucke, rejste fra ca. 1912 til 1937 over hele landet med sit marionetteater, "Kaptajn Voms teater". I 1962 skænkede han sine dukker og rekvisitter til Nationalmuseets 3. afd., Dansk Folkemuseum. Filmen er et forsøg på at genskabe "Beck" Dauckes forestilling og belyse stemmeteknikken og føringen af marionetterne bag scenen. Ind imellem stykkerne fortæller Daucke om faderen, Rasmus Hansens forestilling på Dyrehavsbakken i 1880'erne, der var "kunst for voksne", og om de forandringer, han selv har foretaget ved dukkerne, da han måtte lave forestillingen om til udelukkende at være "gøgl for børn". De fint udskårne hoveder fik kartoffelnæser og blev kaldt op efter og udklædt som tidens populære tegneseriefigurer, men bortset fra det spillede de ellers uanfægtet videre i de gamle stykker.